# Revista de Girona
Revista de Girona (RdG) és una revista creada el 1955 a Girona que té com a objectiu divulgar treballs de recerca cultural i científica que tinguin com a àmbit preferent el territori de les comarques gironines. Pretén dotar la cultura gironina d'una eina que li permeti testimoniar el seu present i que l'ajudi a avançar cap al futur. Originàriament era trimestral, però des del 1985 és bimestral.
Arran de la publicació del número 250, el novembre del 2008, la revista va obrir una nova etapa tant pel que fa al disseny com als continguts, a més d'inaugurar la versió electrònica de la revista que ofereix, entre d'altres, la possibilitat de consultar tots els articles publicats en els més de cinquanta anys d'història de la publicació.
El 2014 es va fer públic que el servei de Comunicació Cultural de la Diputació de Girona havia digitalitzat diversos volums de la col·lecció Quaderns de la Revista de Girona, per posar-los a l'abast del públic.

## Directors de la publicació
Del 1985 al 2009 va ocupar el càrrec de la revista Narcís-Jordi Aragó, qui va ser rellevat pel periodista i escriptor Xavier Cortadellas i Gratacòs. El 2017, el periodista Gerard Bagué Hugas va esdevenir director de la publicació en substitució de Cortadellas, després de guanyar un concurs públic obert per l'editora de la revista, la Diputació de Girona.

## Col·laboradors destacats
- Alexandre Cuéllar i Bassols
- Maria Assumpció Soler i Font
- Enric Marquès i Ribalta